# Kręgi szyjne

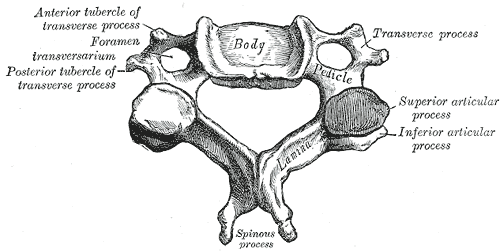
Standardowy kręg szyjny człowieka. Na dole rozdwojony wyrostek kolczysty. Duży otwór w środku to otwór kręgowy dla rdzenia kręgowego - dwa małe otwory to otwory wyrostków poprzecznych dla tętnicy kręgowej. Pomiędzy nimi jest trzon kręgu

Kręgi szyjne człowieka

Kręgi szyjne (łac. vertebrae cervicales, skrót: C)  – kręgi położone w odcinku szyjnym kręgosłupa. Kręgi te są najmniejszymi ze wszystkich. U ssaków zasadniczo występuje 7 kręgów, istnieją jednakże wyjątki od tej reguły. Nieliczne ssaki mają tylko 6 kręgów szyjnych, natomiast leniwce trójpalczaste 8–10 kręgów. Badania rozwoju embrionalnego leniwców wykazały, że kręgi >7 rozwojowo należą do odcinka piersiowego. U człowieka odcinek szyjny kręgosłupa tworzy krzywiznę wtórną – lordozę.

## Kręgi szyjne człowieka

### Typowe kręgi szyjne
Typowymi kręgami są kręgi C3–C6. Ich trzon jest niewielki, o kształcie sześciennym. Na górnej powierzchni po bokach trzonu występują haki trzonu, tworzące staw hakowo-trzonowy z kręgiem położonym wyżej. Od trzonu za pomocą nasad odchodzą blaszki łuku, łączące się w płaszczyźnie strzałkowej w wyrostek kolczysty. Blaszki ograniczają trójkątny otwór kręgowy (foramen vertebrale). Wyrostek kolczysty jest krótki i rozdwojony na końcu. Parzyste górne i dolne wyrostki stawowe są pochylone pod kątem 45° do płaszczyzny poziomej. 
Parzyste wyrostki poprzeczne są wysunięte do przodu i zakończone guzkiem przednim i tylnym, pomiędzy którymi znajduje się bruzda nerwu rdzeniowego. Wyrostki poprzeczne ograniczają otwór wyrostka poprzecznego (foramen transversarium) – przebiega w nim tętnica kręgowa z żyłami oraz splotem nerwowym. 

### Kręgi szyjne nietypowe
Najbardziej nietypowe są dwa pierwsze kręgi odcinka szyjnego: kręg szczytowy (dźwigacz) oraz kręg obrotowy (obrotnik). 
Kręg szczytowy jest zbudowany z dwóch łuków: przedni i tylny. Łuk przedni od przodu posiada guzek przedni, natomiast z tyłu jest zaopatrzony w dołek zęba. Łuk tylny posiada skierowany do tyłu guzek tylny (szczątkowy wyrostek kolczysty). Pomiędzy łukami obecne są masywne części boczne, na których występują powierzchnie stawowe do połączenia z czaszką i kręgiem obrotowym. 
Kręg obrotowy ma trzon przedłużony ku górze – tzw. ząb (dens axis), który łączy się stawowo z dołkiem zęba i umożliwia obrotowe ruchy głową. Jego wyrostek kolczysty jest masywny i rozdwojony na końcu. 
Nietypowy jest również ostatni kręg nazywany kręgiem wystającym, ponieważ jest to pierwszy wyczuwalny kręg na ludzkiej szyi. Ma masywniejszy wyrostek kolczysty bez rozdwojenia na końcu, a przez otwory wyrostków poprzecznych nie przechodzi tętnica kręgowa. 